# Infiltración continua de la herida
La infiltración continua de la herida (CWI por sus siglas en inglés, Continuous wound infiltration) se refiere a la infiltración continua de un anestésico local en una herida quirúrgica para ayudar en el manejo del dolor durante la recuperación postoperatoria. 

## Historia
La infiltración continua de la herida apareció por primera vez en el mercado a fines de la década de 1990 cuando una compañía estadounidense (I-Flow Corporation) encontró una manera de difundir uniformemente e infiltrar continuamente un anestésico local a través de un catéter de múltiples agujeros especialmente diseñado dentro de la herida, para permitir el tratamiento del dolor postoperatorio.  
Los beneficios de la infiltración de la herida son bastante importantes, razón por la cual la infiltración de la herida de "single shot" o inyección única ya se ha realizado durante varias décadas. El factor limitante del enfoque de inyección única siempre ha sido el período de semidesintegración de los anestésicos locales que no permitiría un tratamiento del dolor postoperatorio a largo plazo. 

## Técnica
Se administra un anestésico local en la herida con un catéter multiagujero especialmente diseñado. El catéter permite una extensión uniforme en toda el área de la herida, dependiendo del tamaño del catéter. 
El cirujano coloca el catéter durante la cirugía poco antes de cerrar la incisión quirúrgica. Para una mejor colocación del catéter y bloqueo del nervio, el catéter debe ubicarse lo más cerca posible del nervio. Se debe aplicar un túnel si se prefiere una infiltración distal de la raíz nerviosa adyacente. 
Para cirugías torácicas y abdominales, el cirujano colocará el catéter superior a las fascias respectivas. Para cirugías torácicas, el catéter es superior a la pleura. Para todo tipo de cirugías abdominales, el catéter debe estar cerca del peritoneo. Una revisión sistemática mostró que los catéteres de heridas profundas (colocados preperitonealmente o en el plano transverso del abdomen) proporcionan un mejor control del dolor que los catéteres de heridas subcutáneas después de la cirugía abdominal.
Después de colocarlo, el catéter se conecta a una bomba elastomérica que asegura un suministro constante del anestésico y también sirve como contenedor del medicamento. Dependiendo del caudal y del tamaño de la bomba, una bomba puede proporcionar infiltración continua de la herida durante varios días. 

## Resultados
El CWI se considera una alternativa efectiva a otras técnicas anestésicas regionales, como los bloqueos nerviosos periféricos y la anestesia espinal-epidural. Es especialmente aplicable cuando esas técnicas están contraindicadas, como en pacientes que usan coagulantes potentes. 
Además, algunos pacientes pueden preferir una alternativa para la analgesia epidural debido a los efectos secundarios relacionados con la epidural. La analgesia epidural puede conducir a complicaciones neurológicas graves (hematoma epidural y absceso, con una incidencia de uno en 1000–6000 para las epidurales torácicas; y la necesidad de colocación preoperatoria en pacientes despiertos, considerado como engorroso por muchos pacientes, que a veces conducen al rechazo.
El resultado en la mayoría de los casos es beneficioso para el paciente debido a un retorno más rápido a las funciones normales del cuerpo, menos dolor, rehabilitación más rápida y menos efectos secundarios. El CWI ofrece la oportunidad de minimizar significativamente el uso de narcóticos durante el manejo del dolor postoperatorio y reduce los efectos secundarios (NVPO) que vienen con los opioides. Además, se ha demostrado que el CWI proporciona mejores puntajes de satisfacción en comparación con las alternativas.